# Russische Badmintonmeisterschaft 2019
Die Russische Badmintonmeisterschaft 2019 fand vom 3. bis zum 6. September 2019 in Gattschina statt.

## Sieger und Platzierte
| Disziplin    | Gold                               | Silber                          | Bronze                             |
| ------------ | ---------------------------------- | ------------------------------- | ---------------------------------- |
| Herreneinzel | Vladimir Malkov                    | Sergey Sirant                   | Georgii Karpov                     |
| Herreneinzel | Vladimir Malkov                    | Sergey Sirant                   | Amir Khamidulin                    |
| Dameneinzel  | Evgeniya Kosetskaya                | Anastasiia Shapovalova          | Anastasia Semenova                 |
| Dameneinzel  | Evgeniya Kosetskaya                | Anastasiia Shapovalova          | Natalia Perminova                  |
| Herrendoppel | Alexandr Zinchenko Nikita Khakimov | Vitaliy Durkin Nikolai Ukk      | Konstantin Abramov Anton Ivanov    |
| Herrendoppel | Alexandr Zinchenko Nikita Khakimov | Vitaliy Durkin Nikolai Ukk      | Andrey Parakhodin Stanislav Pukhov |
| Damendoppel  | Anastasia Akchurina Olga Morozova  | Nina Vislova Viktoriia Vorobeva | Ekaterina Bolotova Alina Davletova |
| Damendoppel  | Anastasia Akchurina Olga Morozova  | Nina Vislova Viktoriia Vorobeva | Olga Ivashchenko Anastasia Redkina |
| Mixed        | Rodion Alimov Alina Davletova      | Evgeny Dremin Evgenija Dimova   | Nikita Khakimov Viktoriia Vorobeva |
| Mixed        | Rodion Alimov Alina Davletova      | Evgeny Dremin Evgenija Dimova   | Vitaliy Durkin Nina Vislova        |